# Anki Svensson
Anki Ann-Christin Yvonne Svensson, född 24 februari 1959 i Madesjö församling i Kalmar län, är en svensk moderat politiker och oppositionsråd i Tyresö kommun sedan 1 januari 2019.  Hon är utbildad jurist från Stockholms universitet mellan åren 1999-2009 och har varit politiskt aktiv sedan 2002. Hon har arbetat med politik på heltid sedan 2011 i egenskap av ordförande i barn- och utbildningsnämnden. Innan dess arbetade hon med ekonomi.

## Kontroverser
Tyresö Kommun kritiserades för plötslig dubbling av Ankis lön, som vid tidpunkten var vice ordförande för kommunen. Lönelyftet kritiserades också av personen som hade tjänsten innan Anki.